# Jevgenij Grošev
Jevgenij Nikolajevič Grošev (rusko Евгений Николаевич Грошев), ruski hokejist, * 3. april 1937, Moskva, Sovjetska zveza, † 1. januar 2013.
Grošev je v sovjetski ligi igral celotno kariero za klub Krila Sovjetov, skupno na 450-ih prvenstvenih tekmah, na katerih je dosegel 236 golov. Za sovjetsko reprezentanco je nastopil na enih olimpijskih igrah, na katerih je osvojil bronasto medaljo, in enem svetovnem prvenstvu (brez olimpijskih iger), na katerem je osvojil srebrno medaljo. Za reprezentanco je nastopil na petindvajsetih tekmah, na katerih je dosegel deset golov. 

## Pregled kariere
Odebeljeno - reprezentančni nastopi, glej tudi Statistika pri hokeju na ledu.
| Moštvo          | Liga                 | Sezona |    | Redni del | Redni del | Redni del | Redni del | Redni del | Redni del |   | Končnica | Končnica | Končnica | Končnica | Končnica | Končnica |
| --------------- | -------------------- | ------ | -- | --------- | --------- | --------- | --------- | --------- | --------- | - | -------- | -------- | -------- | -------- | -------- | -------- |
| Moštvo          | Liga                 | Sezona | OT | G         | P         | T         | +/-       | KM        | OT        | G | P        | T        | +/-      | KM       |          |          |
| Sovjetska zveza | Svetovno prvenstvo A | 59     |    | 8         | 6         |           | 6         |           |           |   |          |          |          |          |          |          |
| Sovjetska zveza | Olimpijske igre      | 60     |    | 7         | 3         | 4         | 7         |           | 6         |   |          |          |          |          |          |          |
| Skupaj          |                      |        |    | 15        | 9         | 4         | 13        |           | 6         |   |          |          |          |          |          |          |